# Billie Massey
Billie Massey (21 maart 2000) is een Belgisch basketbalspeelster. Ze speelt sinds 2024 bij Club Baloncesto Jairis en komt sinds 2020 uit voor de Belgian Cats. Ze is de tweelingszus van Becky Massey.

## Clubs
- 2007-2016:  KB Oostende-Bredene
- 2016-2020:  Sint-Katelijne-Waver
- 2021-2022:  Kangoeroes Mechelen
- 2022-2024:  Movistar Estudiantes
- 2024-heden:  Club Baloncesto Jairis